# Запис јабука код цркве (Трбушница)
Запис јабука код цркве у Трбушници представља запис, односно освештано дрво у чију кору је урезан православни крст, и налази се у дворишту православне цркве у селу Трбушници у београдској градској општини Лазаревац.

## Локација
| Општина             | Лазаревац                                                       |
| Катастарска општина | Трбушница                                                       |
| Потес               | Осоје                                                           |
| Координате          | 44° 21′ 2.16″ N 20° 22′ 58.44″ E / 44.3506000° С; 20.3829000° И |
| Надморска висина    | 236m                                                            |

## Карактеристике
Дендрометријске вредности утврђене на терену и сателитским снимцима:
| Стабло                     | Јабука |
| Висина стабла              | m      |
| Обим дебла                 | m      |
| Пречник крошње             | 6m     |
| Пречник дебла              | m      |
| Висина дебла до прве гране | m      |

## База записа
Запис је у оквиру Викимедија пројекта "Запис - Свето дрво" заведен под редним бројем 1009.